# Eastern Air Lines
Eastern Air Lines  fue una aerolínea estadounidense fundada en 1920, que cesó sus operaciones en 1991.
La empresa voló entre 1927 y 1991. Fue fundada por Eddie Rickenbaker como Eastern Air Transport. Luego se hizo Eastern Air Lines. Voló por todas las Américas y a Europa.
Eastern Air Lines, en la década de 1930, fue una de las cuatro aerolíneas más importantes, y mantuvo hasta 1950 el monopolio de los vuelos de Nueva York hacia diversas ciudades de Florida. 
Después dominó el mercado por un par de décadas más.  
A partir de 1985, luego del cambio de propietarios, la aerolínea contrajo importantes deudas; muchas de sus acciones fueron transferidas a las empresas dueñas de sus acciones, entre ellas Continental Airlines y Texas Air. Cuatro años después en 1989, luego de varios paros y protestas Eastern Air Lines entró en bancarrota y fue liquidada en 1991.
Al mismo tiempo American Airlines se apoderó de las rutas más importantes mientras que Delta Airlines compró sus  Lockheed L-1011 y por otra pairte USAir adquirió 11 de los 25  Boeing 757-225

## Historia
A mediados de la década de los años 20, Eastern Air Lines comienza a operar brindando servicio postal dentro de los Estados Unidos. Posteriormente, debido a la necesidad imperiosa de contar con vuelos comerciales dentro del país, la aerolínea comienza a operar con vuelos internos a lo largo de la costa este, como es el caso de ciudades como Nueva York, Boston, o Connecticut. 
Eastern llegó a dominar absolutamente la industria de los vuelos de cabotaje de la costa del Atlántico, acentuándose su prestigio durante la década de los cincuenta. Para la década de los sesenta, ampliaron sus operaciones comprendiendo el centro y oeste del país, consolidándose como aerolínea de gran reputación en el mercado doméstico.
Durante los años setenta, Eastern Air Lines estaba considerada entre las cuatro aerolíneas más prestigiosas  estadounidenses, lo que le llevó de la mano del exastronauta de la NASA Frank Borman, a comenzar la expansión hacia los vuelos internacionales. Eastern fue durante largos años la aerolínea oficial de Walt Disney World. En los años ochenta compró las rutas sudamericanas de Branif y también comenzó a volar a Europa. También fue la primera aerolínea en volar el modelo 757 de Boeing. 
La compañía se mantuvo durante tres años consecutivos en los años ochenta como la aerolínea más grande del mundo, a pesar de sus malos resultados financieros. No obstante, nadie presagiaba el final de Eastern Air Lines, debido a problemas financieros graves que se hicieron notorios a partir de 1989. Eastern Air Lines cesó de volar el 18 de enero de 1991. 
Actualmente la compañía reanudó sus operaciones con aviones Boeing 737-800 desde el aeropuerto de Miami. Cabe mencionar que su eslogan era: Eastern las Alas de América, algo que mucho recordamos hasta el día presente.

## Flota
Eastern Air Lines empleó diferentes tipos de aeronaves a lo largo de su historia:

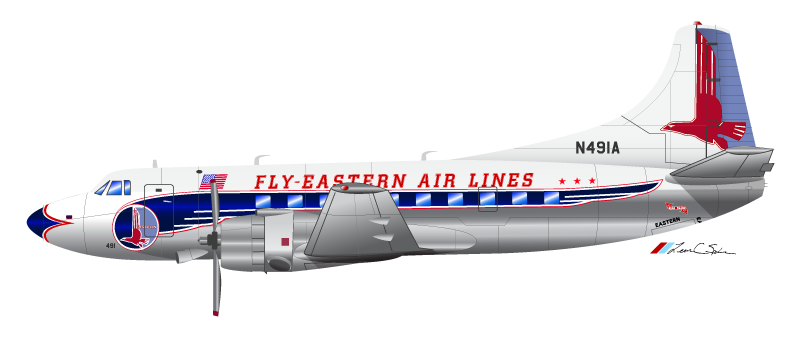
Martin 4-0-4

- Pitcairn Mailwing
- Ford Trimotor
- Fokker F-X
- Curtiss Condor
- Lockheed Electra
- Douglas DC-2
- Douglas DC-3
- Curtiss Commando
- Martin 4-0-4
- Douglas DC-4
- Convair 440 Metropolitan
- L-1049 Super Constellation
- Douglas DC-7B
- Lockheed L-188 Electra
- DC-8-21
- DC-8-61/63
- Boeing 720-025
- Boeing 727-25
- Boeing 727-225
- DC-9-14
- DC-9-31
- DC-9-50
- Boeing 747-100
- Boeing 747-200
- L-1011-385-1 TriStar
- Airbus A300B4
- Boeing 757-225
- Douglas DC-10
- Lockheed JetStar

## Accidentes
Algunos de los accidentes que tuvo la aerolínea fueron:
- Durante la noche del 29 de diciembre de 1972 el vuelo 401 de Eastern Air Lines se estrelló en los Everglades de Florida causando la muerte de 101 personas. El accidente fue causado por un fallo de la tripulación de vuelo.
- El 24 de junio de 1975, El Vuelo 66 de Eastern AirLines cayó a tierra en la localidad de Jamaica, Nueva York. De los 124 pasajeros a bordo del 727 (116 pasajeros y 8 miembros de la tripulación), sólo 12 personas sobrevivieron y 112 murieron. Un pasajero que sobrevivió al accidente murió a los nueve días del accidente, aumentando el número de víctimas a 113 fallecidos. El accidente fue causado por fuertes vientos de cola originados por una tormenta eléctrica en la zona de Nueva York.
- Durante la madrugada del 1 de enero de 1985 el vuelo 980 de Eastern Air Lines se estrelló contra el Monte Illimani en Bolivia con 29 pasajeros bordo. Las causas del accidente nunca se aclararon, debido a que después de encontrar las cajas negras, estas se confiscaron.